# Charles Karsner Mills

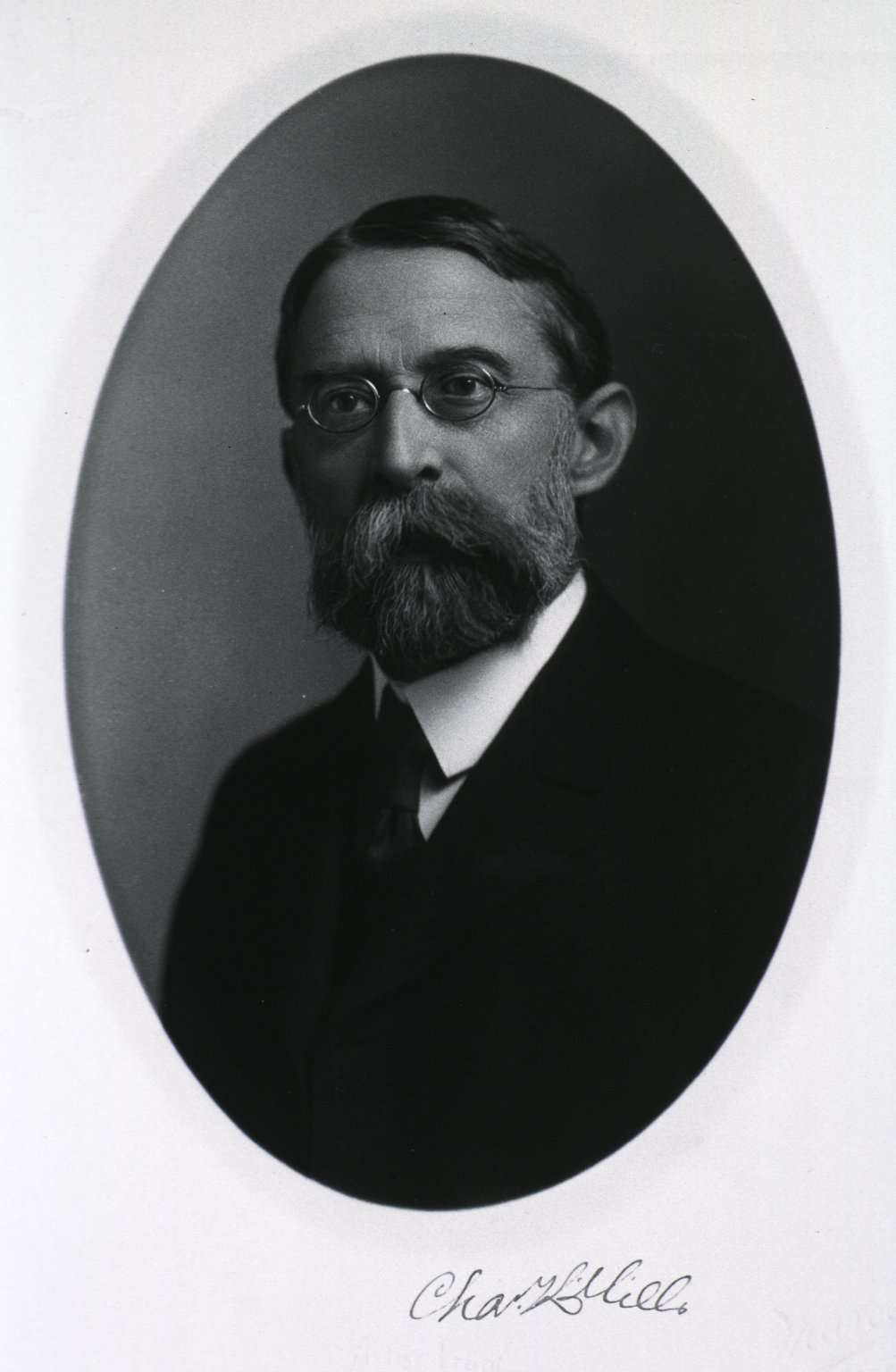
Charles K. Mills

Charles Karsner Mills (ur. 1845, zm. 28 maja 1931) – amerykański lekarz, neurolog i psychiatra.
Pochodził z Filadelfii. Przez wiele lat związany z Philadelphia General Hospital. Zajmował się m.in. zagadnieniem afazji. Dwukrotnie wybierany na przewodniczącego American Neurological Association, w 1886 i 1924 roku.

## Wybrane prace
- Cerebral localization in its practical relations. Brain, 1889
- The Nursing and care of the nervous and the insane (1904)